# Shirley Henderson
Pour les articles homonymes, voir Henderson.
Shirley Henderson, née le 24 novembre 1965 à Forres, dans le Moray, est une actrice britannique.

## Biographie
Elle naît à Forres, dans le Moray en Écosse mais grandit à Kincardine. Elle a trois sœurs plus jeunes.
Enfant, elle découvre sa passion pour le chant et le théâtre, elle va rejoindre un cours d'art dramatique après l'école. Elle a fréquenté à l'âge de seize ans la Adam Smith College (en).
Elle déménage à l'âge de dix-sept ans à Londres, où elle étudiera pendant trois ans à la Guildhall School of Music and Drama, elle en sort diplômée en 1986.

## Filmographie

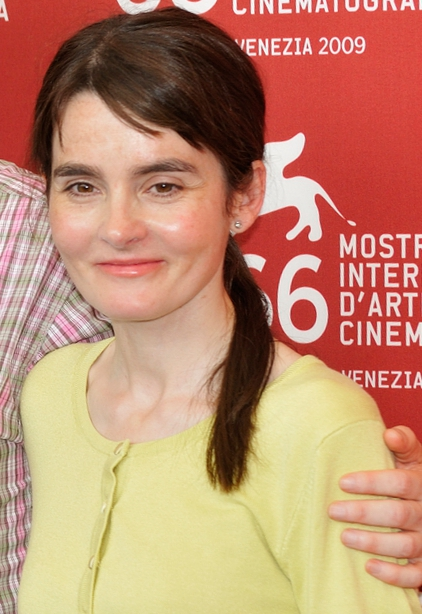
Shirley Henderson à la Mostra de Venise 2009.

### Cinéma

#### Longs métrages
- 1992 : Les Vaisseaux du cœur (Salt on Our Skin) d'Andrew Birkin : Mary
- 1995 : Rob Roy de Michael Caton-Jones : Morag
- 1996 : Trainspotting de Danny Boyle : Gail
- 1999 : Wonderland de Michael Winterbottom : Debbie
- 1999 : Topsy-Turvy de Mike Leigh : Leonora Braham
- 2000 : Rédemption (The Claim) de Michael Winterbottom : Annie
- 2001 : Le Journal de Bridget Jones (Bridget Jones’s Diary) de Sharon Maguire : Jude
- 2002 : Harry Potter et la Chambre des secrets (Harry Potter and the Chamber of Secrets) de Chris Columbus : Mimi Geignarde
- 2002 : Wilbur de Lone Scherfig : Alice
- 2002 : Villa des roses de Frank Van Passel : Ella
- 2002 : Hypnotic de Nick Willing : Janet Losey
- 2002 : Once Upon a Time in the Midlands (en) de Shane Meadows : Shirley
- 2002 : 24 Hour Party People de Michael Winterbottom : Lindsay
- 2003 : Intermission de John Crowley : Sally
- 2003 : AfterLife de Alison Peebles : Ruby
- 2003 : American Cousins (en) de Don Coutts (en) : Alice
- 2004 : Yes de Sally Potter : Cleaner
- 2004 : Bridget Jones : L'Âge de raison (Bridget Jones: The Edge of Reason) de Beeban Kidron : Jude
- 2005 : Tournage dans un jardin anglais (Tristram Shandy: A Cock and Bull Story) de Michael Winterbottom : Susannah
- 2005 : Harry Potter et la Coupe de feu (Harry Potter and the Goblet of Fire) de Mike Newell : Mimi Geignarde
- 2005 : Frozen (film, 2005) (en) de Juliet McKoen : Kath
- 2006 : Marie-Antoinette de Sofia Coppola : Tante Sophie
- 2007 : I Really Hate My Job (en) de Oliver Parker : Alice
- 2008 : Wild Child de Nick Moore : Matron "Cerbère"
- 2008 : Miss Pettigrew de Bharat Nalluri : Edythe
- 2009 : Life During Wartime de Todd Solondz : Joy
- 2010 : La Dernière Piste (Meek’s Cutoff) de Kelly Reichardt : Glory White
- 2012 : Everyday de Michael Winterbottom : Karen
- 2012 : Anna Karénine (Anna Karenina) de Joe Wright : Meme Kartasov
- 2013 : A Very Englishman (The Look of Love) de Michael Winterbottom : Rusty Humphries
- 2013 : Ordure ! (Filth) de Jon S. Baird : Bunty
- 2013 : En secret (In Secret) de Charlie Stratton : Suzanne
- 2014 : Set Fire to the Stars de Andy Goddard : Shirley
- 2015 : Tale of Tales (Il racconto dei racconti) de Matteo Garrone : Imma
- 2015 : Urban Hymn (en) de Michael Caton-Jones : Kate Linton
- 2015 : The Caravan de Simon Powell : Elaine
- 2016 : Bridget Jones Baby de Sharon Maguire : Jude
- 2016 : On the Road de Michael Winterbottom
- 2017 : T2 Trainspotting de Danny Boyle : Gail
- 2017 : Okja de Bong Joon-ho : Jennifer
- 2018 : Stan and Ollie de Jon S. Baird : Lucille Hardy
- 2019 : Greed de Michael Winterbottom : Margaret
- 2019 : Star Wars, épisode IX : L'Ascension de Skywalker (Star Wars: Episode IX – The Rise of Skywalker) de J. J. Abrams : Babu Frik (voix)
- 2022 : Coup de théâtre (See How They Run) de Tom George : Agatha Christie
- 2024 : Dîner à l'anglaise (The Trouble with Jessica) de Matt Winn : Sarah
- 2025 : Bridget Jones : Folle de lui (Bridget Jones: Mad About the Boy) de Michael Morris
- 2025 : Elio de Domee Shi: OOOOO (voix)

#### Courts métrages
- 2003 : Fishy de Deva Palmier : Glenda Sands
- 2005 : The Girl in the Red Dress de Aletta Collins : Gaynor
- 2006 : Ma Boy de Amy Neil : Ali
- 2011 : A Portentous Death de Eva Pervolovici : Ros

### Télévision

#### Séries télévisées
- 1987 : Shadow of the Stone : Elizabeth Findlay (6 épisodes)
- 1990 : Wish Me Luck (en) : Sylvie Schneider (5 épisodes)
- 1990 : Casualty : Denise (1 épisode)
- 1991 : Screen Two : Pauline McPherson (1 épisode)
- 1991 : Clarissa : Sally (3 épisodes)
- 1994 : The Bill : Kelly Rogers (1 épisode)
- 1995-1997 : Hamish Macbeth (en) : Isobel Sutherland (19 épisodes)
- 2001 : The Way We Live Now (en) (mini-série) : Marie Melmotte (4 épisodes)
- 2001 : In a Land of Plenty : Anne Marie (1 épisode)
- 2003 : Charles II: The Power and the Passion (mini-série) : Catherine de Bragance
- 2005 : ShakespeaRe-Told (en) (mini-série) : Kate Minola (1 épisode)

- 2006 : Doctor Who : Ursula (épisode 10, saison 2)
- 2008 : Miss Marple : Un meurtre est-il facile ? : Honoria Waynflete (épisode 2, saison 4)
- 2011 : Meurtre au paradis : Sergent Angela Young (1 épisode)
- 2011 : The Crimson Petal and the White (en) (mini-série) : Mrs. Emmeline Fox (4 épisodes)
- 2013 : Southcliffe (mini-série) : Claire Salter (4 épisodes)
- 2013 : Bob Servant (en) : Kristy (1 épisode)
- 2014 : Jamaica Inn (en) (mini-série) : Hannah (3 épisodes)
- 2016 : Happy Valley : Frances Drummond (6 épisodes)
- 2018 : ABC contre Poirot (The ABC Murders) (mini-série) : Rose Marbury
- 2023 : Tom Jones (minisérie) : Tante Western
- 2025 : Departement Q (9 épisodes) : Claire

#### Téléfilms
- 1997 : Bumping the Odds de Rob Rohrer : Lynette
- 2004 : Dirty Filthy Love (en) de Adrian Shergold : Charlotte
- 2005 : Einstein's Big Idea de Gary Johnstone : Mileva Einstein
- 2007 : Wedding Belles (en) de Philip John : Kelly
- 2009 : May Contain Nuts de John Henderson : Alice
- 2012 : L'Île au trésor (Treasure Island) de Steve Barron : Meg Hawkins

## Voix francophones
En France, Marie Giraudon est la voix la plus régulière de Shirley Henderson.
En France
| - Marie Giraudon dans : - Meurtres au paradis (série télévisée) - L'Île au trésor (téléfilm) - Southcliffe (série télévisée) - Happy Valley (série télévisée) - Okja - Marie Diot dans : - Le Journal de Bridget Jones - Bridget Jones : L'Âge de raison - Bridget Jones Baby - Valérie Karsenti dans : - Trainspotting - T2 Trainspotting - Kelly Marot dans : - Harry Potter et la Chambre des secrets - Harry Potter et la Coupe de feu | Et aussi - Bénédicte Rivière dans Miss Pettigrew - Ethel Houbiers dans La Dernière Piste - Mélanie Dermont dans Le Petit Gruffalo (voix) - Pascale Chemin dans En secret - Michèle Simonnet dans Il racconto dei racconti - Anne Rondeleux dans Stan et Ollie - Elle-même dans Star Wars, épisode IX : L'Ascension de Skywalker (voix) - Fabienne Loriaux dans Greed - Barbara Tissier dans Coup de théâtre - Nathalie Homs dans The Mandalorian (série télévisée, voix) - Violette Pallaro dans Tom Jones (mini-série) - Nathalie Kanoui dans Les Dossiers oubliés (série télévisée) - Faustine Legrand dans Elio (voix) |

Au Québec
| - Charlotte Bernard dans - Le Maître de Kingdom Come - Le Journal de Bridget Jones - Bridget Jones : L'Âge de raison - Intermède (Québec seulement) - Julie Burroughs dans : - Miss Pettigrew et le jour de sa vie - Stan & Ollie | Et aussi - Aline Pinsonneault dans Tristram Shandy: Une Histoire sans queue ni tête - Mélanie Laberge dans Marie-Antoinette - Marika Lhoumeau dans Le bébé de Bridget Jones |

## Distinctions

### Nominations
- British Academy Television Awards 2014 : meilleure actrice dans un second rôle pour Southcliffe